# イトーヨーカドー長野店
イトーヨーカドー長野店（イトーヨーカドーながのてん）は、かつて長野県長野市権堂町に存在した総合スーパー。
1978年（昭和53年）に開業し、2020年（令和2年）に閉店した。イトーヨーカドー長野店が閉店後の長電権堂ビルは核店舗が綿半に変わり、名前も権堂ウエストプラザに変わった。

## 歴史

### 開業
長野電鉄長野線の地下化及び長野大通り建設に伴い、長野電鉄の旧本社・旧権堂駅舎・バス営業所等の敷地を用いて建設された、長電権堂ビルに入居する中核店舗であった。ビルの建設にあたっては、イトーヨーカ堂が長野電鉄に建設資金20億円を20年返済（当初10年間は無利子）という条件で貸し付けていた。
長野電鉄の沿線活性化や、権堂アーケード街への来訪者増加の期待を受けて開店した。また、長野市中心市街地への居住者誘致政策においても、住民の日常サービスを担う施設となっていた。長野電鉄の権堂駅地下直結ということもあり、一時期は長野電鉄と提携し当店で購入金額に応じて帰りの乗車券が無料でもらえるサービスも実施していた。購入金額は運賃10分の1。
開店当初、地下1階食品フロアには、当時イトーヨーカ堂と業務提携し同グループに属していたヨークマツヤが出店していたが、1988年（昭和63年）のヨークマツヤの業務提携解消・イトーヨーカ堂グループ離脱（マツヤに社名変更。後にアップルランドとの経営統合を経て、現デリシア）に伴い、イトーヨーカ堂自社運営の食品売場に変更となった。

### 再整備構想から閉店に至るまで
2016年（平成28年）5月、イトーヨーカ堂は、次の善光寺御開帳（2021年）を目標に、当店を長野大通りを挟んだ現店舗の向かい側(計画立案当時の長野電鉄本社ビル一帯。現在の権堂イーストプラザNDと同SD付近一帯)に新築移転し、敷地面積33,000m2の大型ショッピングセンター「アリオ長野」（仮称）に再整備する構想を示していた。また、移転後の現店舗跡に老朽化した長野市民会館を新築移転する計画も持ち上がった。
しかし、長野市民会館は同じく老朽化建替えの長野市役所第一庁舎と一体化して、現地建替による長野市芸術館建設となり、計画はどちらも頓挫。親会社のセブン&アイ・ホールディングスが不採算店舗の整理に着手する中で、2019年（令和元年）9月、当店も閉店を検討していることが明らかとなり、再整備構想も白紙となった。
そして2020年（令和2年）6月7日の営業を最後に、当店は42年間の歴史に幕を下ろした。

### 年表
- 1978年（昭和53年）6月 - 長野電鉄地下化完成に先立ち開業。
- 1981年（昭和56年）3月1日 - 長野電鉄長野線地下線開業。権堂駅コンコースと地下1階で直結する。
- 1998年（平成10年） - 5階にミニシアター「シネマポイント」開業。
- 2010年（平成22年）4月1日 - 買い物帰りの長野電鉄線乗車券をプレゼントする「お帰りきっぷ」開始（下記の閉店をもって終了）。
- 2020年（令和2年）6月7日 - 閉店。業務引継ぎ店はアリオ上田店。

## 営業当時のフロア

### 各階
| 階   | フロア概要                     |
| ---- | ------------------------------ |
| 5階  | 飲食とアミューズメントのフロア |
| 4階  | 趣味とカルチャー教室のフロア   |
| 3階  | 子供と暮らしのフロア           |
| 2階  | 紳士・服飾と肌着のフロア       |
| 1階  | 婦人とファッションのフロア     |
| B1階 | 食品のフロア・長野電鉄権堂駅   |

### シネマポイント
シネマポイント（Cinema Point）は、イトーヨーカドー長野店の5階にあった映画館（ミニシアター）。
1スクリーンのみで、座席数は80席。経営は同じフロアの喫茶店「純喫茶ブラジル」で、運営は長野千石劇場が行っている。
イトーヨーカドー長野店の閉店とともに閉館した。
長野市内の映画館
- 営業中
  - 長野グランドシネマズ（権堂町）
  - 長野松竹相生座／長野ロキシー1・2（権堂町）
  - 長野千石劇場（南石堂町）
- 閉館（2000年以降）
  - 長野東宝グランド劇場（権堂町） - 1966年-2006年
  - 長野東宝中劇（権堂町） - 1948年-2007年
  - 長野東映劇場（権堂町） - 1958年-2006年
  - ニュー商工（西鶴賀町） - ※成人映画館、1927年-2012年
  - ギャラリー・コム（川合新田）

## 閉店後の建物

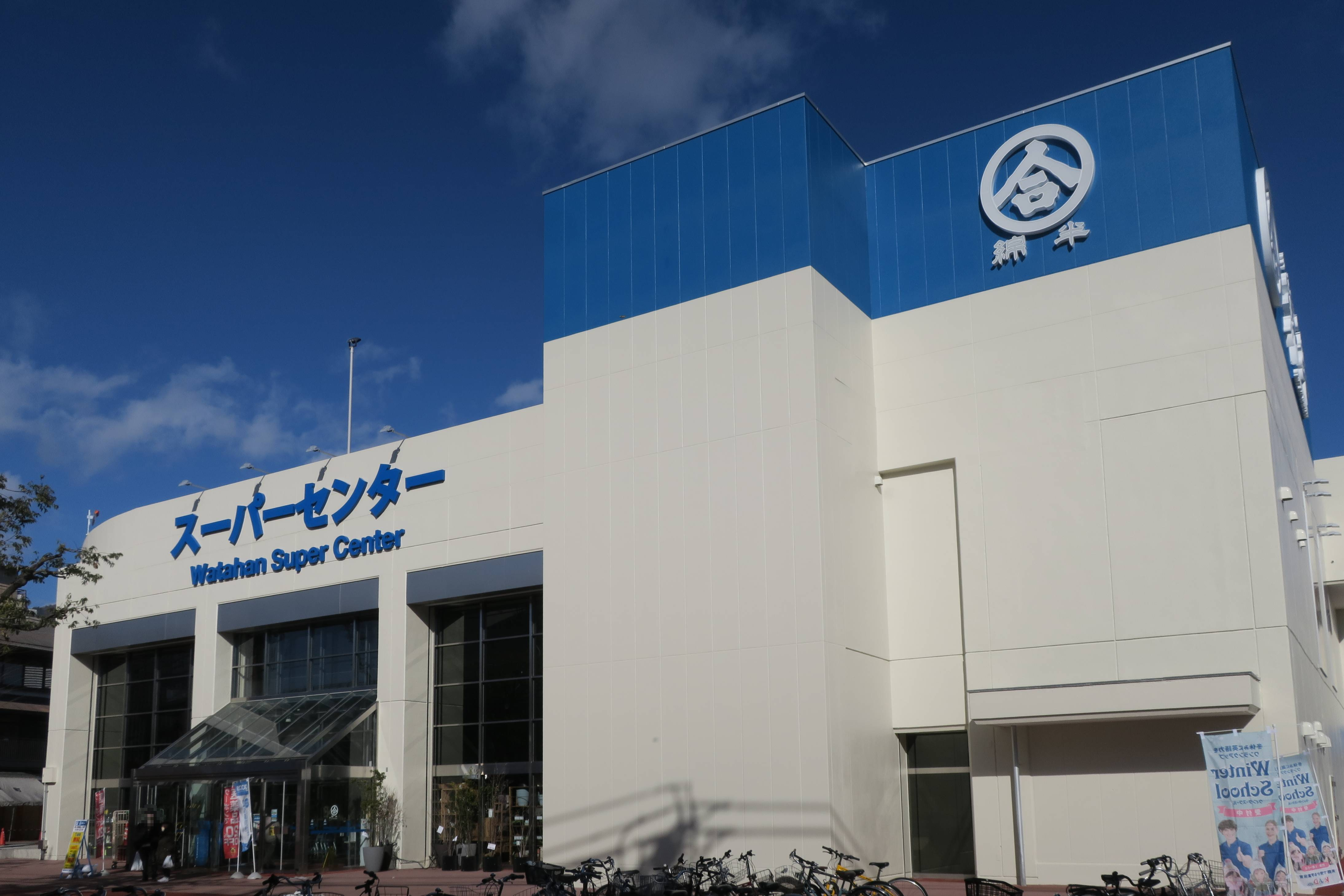
綿半スーパーセンター権堂店

閉店後、建物を所有する長野電鉄は、長野店近隣住民へのアンケート調査の結果を踏まえ、当ビルを地上5階・地下1階から地上2階・地下1階に減築、近隣道路に接続する車道スロープと屋上駐車場120台を整備し(長電権堂パーキングなど近隣駐車場が離れていることがテナント誘致の障壁となっているため)、食品スーパー等を誘致し、2021年（令和3年）6月の再開業を目指す方針となっていた。
イトーヨーカドー長野店の閉鎖後、店舗建物は減築を含む大規模改装が行われた。
2021年1月、綿半ホームエイドが旧イトーヨーカドー長野店の建物にグローサラントを中心とする小規模店で出店することが報じられたが、そのほかのテナントが埋められず、長野電鉄は、綿半ホームエイドに地下1階から地上2階まで全館貸借し(2階の一部テナント誘致も綿半に任せた上で)、中心市街地型・複合型店舗の「綿半スーパーセンター権堂店」として、2022年春にオープンするとした。また、長野電鉄が営業時間を24時間営業とする旨を届け出ていることも明らかになった。
2021年12月、大規模小売店舗立地法に基づく周辺住民説明会で、長野電鉄は開業時期を2022年6月末を目指すことを表明した。再オープン時期が当初より遅れたのは、減築工事の許認可手続きや工事が複雑であり、時間を要したため、としている。
2022年6月、綿半スーパーセンター権堂店の開業時期を2022年秋頃に再延期することが明らかになった。再延期となった理由は、前述によるものの他、新型コロナウイルスの流行およびロシアによるウクライナ侵攻により、資材不足・生産遅延・流通停滞(ロックダウンによる工場・事業所の操業停止およびサプライチェーン問題)が発生し、工事資材や店舗内設備の調達・設置が遅延しているため、としている。オープン再延期を踏まえた、店舗スタッフ募集も合わせて開始しており、ホームセンター、食品スーパーのスーパーセンターとしての売り場の他、医薬品コーナーやカフェスペース、家具・インテリア店(綿半グループのリグナ)などが売り場またはテナントとして出店されることも明らかになった。最終的に同店は9月30日にオープン。
なお、建物の名称を「長電権堂ビル」から「権堂ウエストプラザ」と改称する予定である。

## 備考
- 長野電鉄と提携して、買い物額に応じ帰りの長野電鉄線乗車券（権堂駅発）を無料で発行する「お帰りきっぷ」プレゼントが行われていた。
- 市内には、ダイエーの店舗もあったが、2005年に撤退している[14]。